# 九龍巴士N36線
九龍巴士N36線是香港的一條通宵循環巴士路線，來往荃灣站及梨木樹，途經石圍角及三棟屋村，每晚只開三班。本線的出現一改以往沿途居民乘搭港鐵尾班車後沒有接駁巴士歸家的困局，使石圍角、梨木樹一帶夜歸居民在32M與36M服務時間過後仍可改搭本線。

## 歷史
- 2015年12月29日：N36線投入服務[1]。

## 服務時間及班次
| 荃灣站開 | 荃灣站開            | 荃灣站開 |
| 日期     | 開車時間            |          |
| -------- | ------------------- | -------- |
| 每日     | 00:55、01:25、01:55 |          |

## 收費
全程：$7.4
| - 本線設有12歲以下小童及65歲或以上長者半價優惠。 - 65歲或以上香港居民使用「樂悠咭」，以及12歲以下合資格殘疾兒童使用「殘疾人士身份」個人八達通繳付車資，均可享有每程$2.0或半價（以較低者為準）的票價優惠；12至64歲合資格殘疾人士使用「殘疾人士身份」個人八達通（包括「樂悠咭」），以及60至64歲香港居民使用「樂悠咭」繳付車資，均可享有每程$2.0或全費（以較低者為準）的票價優惠。 - 65歲或以上長者如使用長者或一般個人八達通繳付車資，則只可享有半價優惠；12至64歲合資格殘疾人士如不使用「殘疾人士身份」個人八達通，以及60至64歲人士如不使用「樂悠咭」繳付車資，必須繳付全費。 - 乘客可以現金或八達通於上車時付款，不設找續。 - 每位成人乘客可免費攜帶最多兩名4歲以下而不佔座位的兒童乘客乘車，超額之4歲以下小童必須繳付小童車費乘車。 - 持有「九巴月票」之乘客在車票有效期內，每日可享最多10程任何九龍巴士及龍運巴士路線（包括本路線，以及聯營路線的九龍巴士／龍運巴士提供的班次；惟乘搭機場「A」及「NA」線則可享原價二七折優惠（不會計算每天10次合資格車程））；而B1線則每日可享最多各2程（不會計算每天10次合資格車程）。 - 九龍巴士、城巴、龍運巴士及陽光巴士全職員工及家屬（不包括外判職員）可免費乘搭本路線，惟必須拍職員或職員家屬八達通。 - 乘客亦可透過多元化電子支付系統（e度嘟）繳付車資，包括使用非接觸式VISA卡、JCB卡、萬事達卡、銀聯卡、美國運通、大來國際、Discover Card、Apple Pay、Google Pay、Samsung Pay、AlipayHK「易乘碼」、支付寶、WeChatHK／微信支付「搭車碼」、銀聯雲閃付「乘車碼」及BOC Pay「乘車碼」。乘客使用此付款方式，使用此支付方式的乘客可享有中途下車之分段收費，以及與其他九巴／龍運獨營路線或聯營線九巴／龍運班次之轉乘優惠，惟不適用於與非九巴／龍運路線之轉乘優惠，亦不能享有「公共交通費用補貼計劃」及「長者及合資格殘疾人士公共交通票價優惠計劃」。 |

## 行車路線
經：西樓角路、大河道、青山公路－荃灣段、城門道、西樓角路、蕙荃路、石圍角路、二陂圳路、三棟屋路、和宜合交匯處、和宜合道、梨木樹公共交通交匯處、和宜合道、和宜合交匯處、三棟屋路、二陂圳路、石圍角路、蕙荃路、廟崗街、城門道、青山公路－荃灣段、大河道及西樓角路。

### 沿線車站

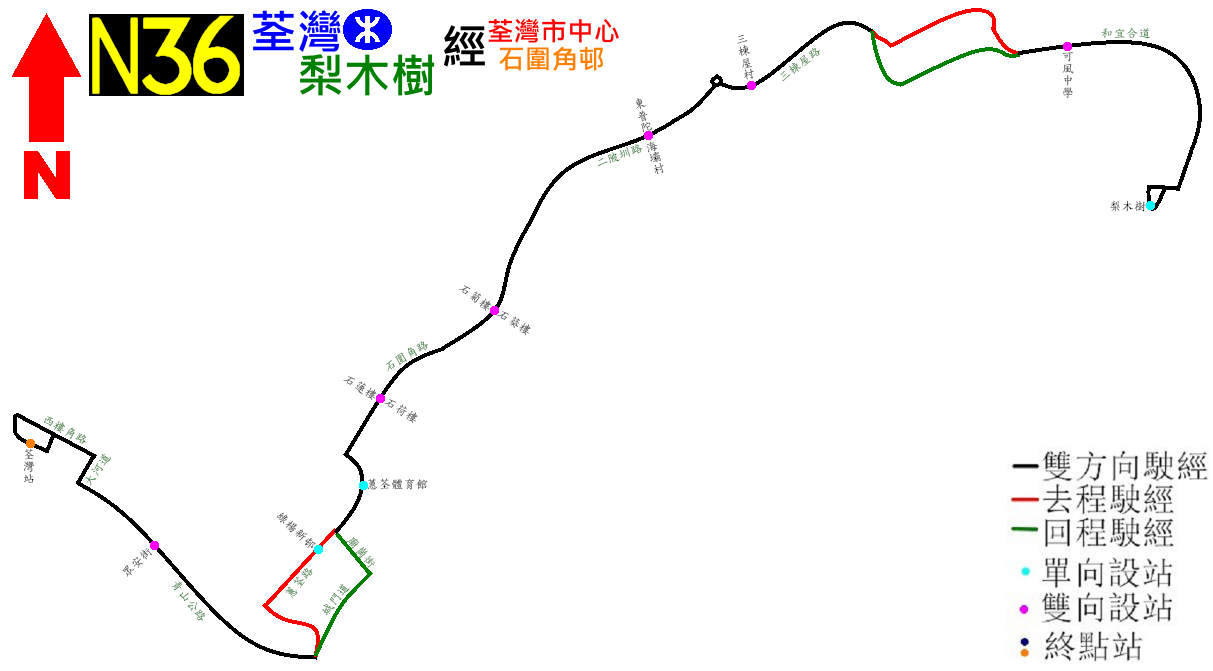
N36線的走線圖

| 荃灣站開 | 荃灣站開       | 荃灣站開             |
| 序號     | 車站名稱       | 位置                 |
| -------- | -------------- | -------------------- |
| 1        | 荃灣站巴士總站 | 荃灣站公共運輸交匯處 |
| 2        | 眾安街         | 青山公路－荃灣段     |
| 3        | 綠楊新邨       | 蕙荃路               |
| 4        | 石圍角邨石蓮樓 | 石圍角路             |
| 5        | 石圍角邨石菊樓 | 石圍角路             |
| 6        | 東普陀         | 二陂圳路             |
| 7        | 三棟屋村       | 三棟屋路             |
| 8        | 可風中學       | 和宜合道             |
| 9        | 梨木樹巴士總站 | 梨木樹公共運輸交匯處 |
| 10       | 可風中學       | 和宜合道             |
| 11       | 三棟屋村       | 三棟屋路             |
| 12       | 海壩村         | 二陂圳路             |
| 13       | 石圍角邨石葵樓 | 石圍角路             |
| 14       | 石圍角邨石荷樓 | 石圍角路             |
| 15       | 蕙荃體育館     | 蕙荃路               |
| 16       | 眾安街         | 青山公路－荃灣段     |
| 17       | 荃灣站巴士總站 | 荃灣站公共運輸交匯處 |